# Jeong Hyo-geun
Jeong Hyo-geun (정효근?; Seul, 14 dicembre 1993) è un cestista sudcoreano.

## Carriera
Con la Corea del Sud ha disputato i Campionati mondiali del 2019.